# Perú en la Copa América 2024
La selección de Perú fue uno de los 16 equipos participantes en la Copa América 2024, torneo continental que se llevó a cabo entre el 20 de junio y el 14 de julio en los Estados Unidos. Fue la trigésima cuarta participación de Perú.
Formó parte del Grupo A, junto a Argentina, Chile y Canadá, el ganador del repechaje frente a Trinidad y Tobago. Terminó última en la fase de grupos con un punto, producto de un empate y dos derrotas y sin poder marcar goles, siendo así su peor participación del certamen desde 1995. El saldo de la Blanquirroja fue un empate (0-0) con Chile, una derrota 1-0 con Canadá y una nueva caída (2-0) con Argentina.

## Preparación
En la edición anterior de Copa América que se realizó en Brasil, Perú formó parte del Grupo B con Brasil, Colombia, Venezuela, y Ecuador; terminó en el segundo lugar del grupo tras ganar dos partidos, empatar uno y perder uno, esto permitió el avance a la siguiente fase correspondiente a cuartos de final donde enfrentó a Paraguay con resultado favorable por 4-3 en la tanda de penales, tras empatar 3-3 en el tiempo regular, en la ronda de semifinales perdió ante Brasil por la mínima diferencia fue 0-1 y culminó su participación al caer derrotado en el partido por el tercer puesto jugado frente a Colombia por 2-3, logrando así el cuarto lugar del torneo. El máximo anotador fue Gianluca Lapadula con tres goles y en todo el campeonato el comando técnico estuvo encabezado por Ricardo Gareca.
Al iniciar un nuevo proceso eliminatorio rumbo al Mundial 2026 cambió la dirección técnica, esta le fue encargada desde el inicio a Juan Máximo Reynoso, en reemplazo de Ricardo Gareca, quien dirigió a la selección inca hasta el repechaje a la Copa del Mundo 2022 donde perdió por penales ante Australia. Entre septiembre y noviembre de 2023 se disputaron seis partidos de las clasificatorias mundialistas, obteniendo dos empates y cuatro derrotas, como resultado hasta esa fecha se ubicó en el último puesto de la tabla de posiciones. La consecuencia inmediata del mal arranque fue la destitución de Juan Reynoso y se contrató a Jorge Fossati, que dirigía a Universitario de Deportes.

### Partidos oficiales
| Eliminatorias Sudamericanas Fecha 1; 7 de septiembre de 2023 | Paraguay | 0:0     | Perú | Estadio Antonio Aranda, Ciudad del Este                                         |                                                                                 |
| 18:30 (UTC-4)                                                |          | Reporte |      | Asistencia: 16 211 espectadores Árbitro(s): Andrés Matonte VAR: Leodán González | Asistencia: 16 211 espectadores Árbitro(s): Andrés Matonte VAR: Leodán González |

| Uniformes | Uniformes |
| --------- | --------- |
|           |           |

| Eliminatorias Sudamericanas Fecha 2; 12 de septiembre de 2023 | Perú | 0:1 (0:0) | Brasil         | Estadio Nacional, Lima                                                             |                                                                                    |
| 21:00 (UTC-5)                                                 |      | Reporte   | Marquinhos 90' | Asistencia: 36 328 espectadores Árbitro(s): Fernando Rapallini VAR: Germán Delfino | Asistencia: 36 328 espectadores Árbitro(s): Fernando Rapallini VAR: Germán Delfino |

| Uniformes | Uniformes |
| --------- | --------- |
|           |           |

| Eliminatorias Sudamericanas Fecha 3; 12 de octubre de 2023 | Chile                      | 2:0 (0:0) | Perú | Estadio Monumental, Santiago                                                |                                                                             |
| 21:00 (UTC-3)                                              | - Valdés 74' - Núñez 90+1' | Reporte   |      | Asistencia: 36 847 espectadores Árbitro(s): Wilmar Roldán VAR: Jhon Perdomo | Asistencia: 36 847 espectadores Árbitro(s): Wilmar Roldán VAR: Jhon Perdomo |

| Uniformes | Uniformes |
| --------- | --------- |
|           |           |

| Eliminatorias Sudamericanas Fecha 4; 17 de octubre de 2023 | Perú | 0:2 (0:2) | Argentina      | Estadio Nacional, Lima                                                          |                                                                                 |
| 21:00 (UTC-5)                                              |      | Reporte   | Messi 31', 41' | Asistencia: 37 675 espectadores Árbitro(s): Jesús Valenzuela VAR: Nicolás Gallo | Asistencia: 37 675 espectadores Árbitro(s): Jesús Valenzuela VAR: Nicolás Gallo |

| Uniformes | Uniformes |
| --------- | --------- |
|           |           |

| Eliminatorias Sudamericanas Fecha 5; 16 de noviembre de 2023 | Bolivia                     | 2:0 (1:0) | Perú | Estadio Hernando Siles, La Paz                                                  |                                                                                 |
| 16:00 (UTC-4)                                                | - H. Vaca 20' - R. Vaca 87' | Reporte   |      | Asistencia: 28 000 espectadores Árbitro(s): Guillermo Guerrero VAR: Carlos Orbe | Asistencia: 28 000 espectadores Árbitro(s): Guillermo Guerrero VAR: Carlos Orbe |

| Uniformes | Uniformes |
| --------- | --------- |
|           |           |

| Eliminatorias Sudamericanas Fecha 6; 21 de noviembre de 2023 | Perú      | 1:1 (1:0) | Venezuela    | Estadio Nacional, Lima                                                      |                                                                             |
| 21:00 (UTC-5)                                                | Yotún 17' | Reporte   | Savarino 54' | Asistencia: 27 323 espectadores Árbitro(s): Darío Herrera VAR: Jorge Baliño | Asistencia: 27 323 espectadores Árbitro(s): Darío Herrera VAR: Jorge Baliño |

| Uniformes | Uniformes |
| --------- | --------- |
|           |           |

### Amistosos previos
| 22 de marzo de 2024 | Perú                         | 2:0 (2:0) | Nicaragua | Estadio Alejandro Villanueva, Lima                          |                                                             |
| 20:30 (UTC-5)       | - Grimaldo 2' - Lapadula 13' | Reporte   |           | Asistencia: 33 900 espectadores Árbitro(s): Paulo Zanovelli | Asistencia: 33 900 espectadores Árbitro(s): Paulo Zanovelli |

| Uniformes | Uniformes |
| --------- | --------- |
|           |           |

| 26 de marzo de 2024 | Perú                                                             | 4:1 (2:0) | República Dominicana | Estadio Monumental, Lima                                    |                                                             |
| 20:30 (UTC-5)       | - Peña 18' - Castillo 45+1' - Quispe 54' - Guerrero 90+4' (pen.) | Reporte   | López 58'            | Asistencia: 50 000 espectadores Árbitro(s): Braulio Machado | Asistencia: 50 000 espectadores Árbitro(s): Braulio Machado |

| Uniformes | Uniformes |
| --------- | --------- |
|           |           |

| 7 de junio de 2024 | Perú | 0:0     | Paraguay | Estadio Monumental, Lima                                       |                                                                |
| 19:30 (UTC-5)      |      | Reporte |          | Asistencia: 60 000 espectadores Árbitro(s): Guillermo Guerrero | Asistencia: 60 000 espectadores Árbitro(s): Guillermo Guerrero |

| Uniformes | Uniformes |
| --------- | --------- |
|           |           |

| 14 de junio de 2024 | El Salvador | 0:1 (0:1) | Perú       | Subaru Park, Filadelfia     |                             |
| 19:30 (UTC-5)       |             | Reporte   | Flores 17' | Árbitro(s): Kwinsi Williams | Árbitro(s): Kwinsi Williams |

| Uniformes | Uniformes |
| --------- | --------- |
|           |           |

## Plantel

### Lista de convocados
Entrenador:  Jorge Fossati
| No. | Pos. | Jugador             | Fecha de nacimiento (edad)         | Apa. | Goles | Club                            |
| --- | ---- | ------------------- | ---------------------------------- | ---- | ----- | ------------------------------- |
| 1   | POR  | Pedro Gallese       | 23 de febrero de 1990 (34 años)    | 107  | 0     | Orlando City S. C.              |
| 2   | DEF  | Luis Abram          | 27 de febrero de 1996 (28 años)    | 32   | 1     | Atlanta United F. C.            |
| 3   | DEF  | Aldo Corzo          | 20 de mayo de 1989 (35 años)       | 48   | 0     | C. Universitario de Deportes    |
| 4   | DEF  | Anderson Santamaría | 10 de enero de 1992 (32 años)      | 32   | 0     | C. Santos Laguna                |
| 5   | DEF  | Carlos Zambrano     | 10 de julio de 1989 (34 años)      | 62   | 4     | C. Alianza Lima                 |
| 6   | DEF  | Marcos López        | 20 de septiembre de 1999 (24 años) | 31   | 0     | Feyenoord de Róterdam           |
| 7   | DEL  | Andy Polo           | 29 de septiembre de 1994 (29 años) | 45   | 1     | C. Universitario de Deportes    |
| 8   | MED  | Sergio Peña         | 28 de septiembre de 1995 (28 años) | 38   | 4     | Malmö F. F.                     |
| 9   | DEL  | Paolo Guerrero      | 1 de enero de 1984 (40 años)       | 119  | 40    | C. D. Universidad César Vallejo |
| 10  | MED  | Christian Cueva     | 23 de noviembre de 1991 (32 años)  | 98   | 16    | Agente libre                    |
| 11  | DEL  | Bryan Reyna         | 23 de agosto de 1998 (25 años)     | 9    | 2     | C. A. Belgrano                  |
| 12  | POR  | Carlos Cáceda       | 27 de septiembre de 1991 (32 años) | 8    | 0     | F. B. C. Melgar                 |
| 13  | MED  | Jesús Castillo      | 11 de junio de 2001 (23 años)      | 9    | 1     | Gil Vicente F. C.               |
| 14  | DEL  | Gianluca Lapadula   | 7 de febrero de 1990 (34 años)     | 33   | 9     | Cagliari Calcio                 |
| 15  | DEF  | Miguel Araujo       | 24 de octubre de 1994 (29 años)    | 20   | 0     | Portland Timbers                |
| 16  | MED  | Wilder Cartagena    | 23 de septiembre de 1994 (29 años) | 18   | 0     | Orlando City S. C.              |
| 17  | DEF  | Luis Advíncula      | 2 de marzo de 1990 (34 años)       | 119  | 2     | C. A. Boca Juniors              |
| 18  | DEL  | André Carrillo      | 13 de marzo de 1991 (33 años)      | 99   | 11    | Al-Qadisiyah F. C.              |
| 19  | DEF  | Oliver Sonne        | 10 de noviembre de 2000 (23 años)  | 3    | 0     | Silkeborg I. F.                 |
| 20  | DEL  | Edison Flores       | 14 de mayo de 1994 (30 años)       | 73   | 16    | C. Universitario de Deportes    |
| 21  | POR  | Diego Romero        | 17 de agosto de 2001 (22 años)     | 0    | 0     | C. Universitario de Deportes    |
| 22  | DEF  | Alexander Callens   | 4 de mayo de 1992 (32 años)        | 32   | 1     | A. E. K.                        |
| 23  | MED  | Piero Quispe        | 14 de agosto de 2001 (22 años)     | 6    | 1     | C. Universidad Nacional         |
| 24  | DEL  | José Rivera         | 8 de mayo de 1998 (26 años)        | 3    | 0     | C. Universitario de Deportes    |
| 25  | DEL  | Joao Grimaldo       | 20 de febrero de 2003 (21 años)    | 6    | 1     | C. Sporting Cristal             |
| 26  | DEL  | Franco Zanelatto    | 9 de mayo de 2000 (24 años)        | 5    | 0     | C. Alianza Lima                 |

## Participación
- Los horarios son correspondientes al huso horario de cada sede.

### Fase de grupos - Grupo A

#### Posiciones
| Selección | Pts | PJ | PG | PE | PP | GF | GC | Dif |
| --------- | --- | -- | -- | -- | -- | -- | -- | --- |
| Argentina | 9   | 3  | 3  | 0  | 0  | 5  | 0  | +5  |
| Canadá    | 4   | 3  | 1  | 1  | 1  | 1  | 2  | –1  |
| Chile     | 2   | 3  | 0  | 2  | 1  | 0  | 1  | –1  |
| Perú      | 1   | 3  | 0  | 1  | 2  | 0  | 3  | –3  |

|  | Clasificados a los cuartos de final. |

#### Perú vs. Chile
| Jornada 1; 21 de junio | Perú | 0:0     | Chile | AT&T Stadium, Arlington                                                        |                                                                                |
| 19:00 (UTC-5)          |      | Reporte |       | Asistencia: 43 030 espectadores Árbitro(s): Wilton Sampaio VAR: Rodolpho Toski | Asistencia: 43 030 espectadores Árbitro(s): Wilton Sampaio VAR: Rodolpho Toski |

| 1          | Guardameta     | Pedro Gallese     |     |
| 17         | Defensa        | Luis Advíncula    | 35' |
| 22         | Defensa        | Alexander Callens | 84' |
| 5          | Defensa        | Carlos Zambrano   |     |
| 15         | Defensa        | Miguel Araujo     |     |
| 7          | Defensa        | Andy Polo         | 84' |
| 23         | Centrocampista | Piero Quispe      | 71' |
| 16         | Centrocampista | Wilder Cartagena  |     |
| 8          | Centrocampista | Sergio Peña       |     |
| 20         | Delantero      | Edison Flores     | 71' |
| 14         | Delantero      | Gianluca Lapadula |     |
| Entrenador | Entrenador     | Jorge Fossati     |     |

| 1          | Guardameta     | Claudio Bravo   |     |
| 4          | Defensa        | Mauricio Isla   |     |
| 16         | Defensa        | Igor Lichnovsky |     |
| 5          | Defensa        | Paulo Díaz      |     |
| 2          | Defensa        | Gabriel Suazo   |     |
| 7          | Centrocampista | Marcelino Núñez | 85' |
| 13         | Centrocampista | Erick Pulgar    |     |
| 9          | Centrocampista | Víctor Dávila   | 65' |
| 10         | Centrocampista | Alexis Sánchez  |     |
| 15         | Centrocampista | Diego Valdés    | 46' |
| 11         | Delantero      | Eduardo Vargas  | 65' |
| Entrenador | Entrenador     | Ricardo Gareca  |     |

| 6  | Defensa   | Marcos López   | 35' |
| 25 | Delantero | Joao Grimaldo  | 71' |
| 9  | Delantero | Paolo Guerrero | 71' |
| 2  | Defensa   | Luis Abram     | 84' |
| 19 | Defensa   | Oliver Sonne   | 84' |

| 8  | Delantero      | Darío Osorio       | 46' |
| 19 | Delantero      | Marcos Bolados     | 65' |
| 22 | Delantero      | Ben Brereton       | 65' |
| 18 | Centrocampista | Rodrigo Echeverría | 85' |

| Amonestado | 18' | Carlos Zambrano |

| Amonestado | 22' | Erick Pulgar   |
| Amonestado | 47' | Víctor Dávila  |
| Amonestado | 79' | Alexis Sánchez |

| Árbitro             | Wilton Sampaio      |
| Árbitros asistentes | Bruno Pires         |
| Árbitros asistentes | Bruno Boschilia     |
| Cuarto árbitro      | Edina Alves Batista |
| Quinto árbitro      | Neuza Back          |
| VAR                 | Rodolpho Toski      |
| Adicional VAR       | Daniel Nobre        |
| Asesor de árbitros  | Roberto Silvera     |
| Quality Mánager     | Luis Vera           |

| 1          | Guardameta     | Pedro Gallese     |     |
| 17         | Defensa        | Luis Advíncula    | 35' |
| 22         | Defensa        | Alexander Callens | 84' |
| 5          | Defensa        | Carlos Zambrano   |     |
| 15         | Defensa        | Miguel Araujo     |     |
| 7          | Defensa        | Andy Polo         | 84' |
| 23         | Centrocampista | Piero Quispe      | 71' |
| 16         | Centrocampista | Wilder Cartagena  |     |
| 8          | Centrocampista | Sergio Peña       |     |
| 20         | Delantero      | Edison Flores     | 71' |
| 14         | Delantero      | Gianluca Lapadula |     |
| Entrenador | Entrenador     | Jorge Fossati     |     |

| 1          | Guardameta     | Claudio Bravo   |     |
| 4          | Defensa        | Mauricio Isla   |     |
| 16         | Defensa        | Igor Lichnovsky |     |
| 5          | Defensa        | Paulo Díaz      |     |
| 2          | Defensa        | Gabriel Suazo   |     |
| 7          | Centrocampista | Marcelino Núñez | 85' |
| 13         | Centrocampista | Erick Pulgar    |     |
| 9          | Centrocampista | Víctor Dávila   | 65' |
| 10         | Centrocampista | Alexis Sánchez  |     |
| 15         | Centrocampista | Diego Valdés    | 46' |
| 11         | Delantero      | Eduardo Vargas  | 65' |
| Entrenador | Entrenador     | Ricardo Gareca  |     |

| 6  | Defensa   | Marcos López   | 35' |
| 25 | Delantero | Joao Grimaldo  | 71' |
| 9  | Delantero | Paolo Guerrero | 71' |
| 2  | Defensa   | Luis Abram     | 84' |
| 19 | Defensa   | Oliver Sonne   | 84' |

| 8  | Delantero      | Darío Osorio       | 46' |
| 19 | Delantero      | Marcos Bolados     | 65' |
| 22 | Delantero      | Ben Brereton       | 65' |
| 18 | Centrocampista | Rodrigo Echeverría | 85' |

| Amonestado | 18' | Carlos Zambrano |

| Amonestado | 22' | Erick Pulgar   |
| Amonestado | 47' | Víctor Dávila  |
| Amonestado | 79' | Alexis Sánchez |

| Árbitro             | Wilton Sampaio      |
| Árbitros asistentes | Bruno Pires         |
| Árbitros asistentes | Bruno Boschilia     |
| Cuarto árbitro      | Edina Alves Batista |
| Quinto árbitro      | Neuza Back          |
| VAR                 | Rodolpho Toski      |
| Adicional VAR       | Daniel Nobre        |
| Asesor de árbitros  | Roberto Silvera     |
| Quality Mánager     | Luis Vera           |

| Estadísticas      | Bandera de Perú | Bandera de Chile |
| Tiros             | 7               | 11               |
| Tiros a puerta    | 4               | 1                |
| Faltas            | 18              | 19               |
| Saques de esquina | 1               | 3                |
| Penaltis          | 0               | 0                |
| Fueras de juego   | 2               | 2                |
| Posesión de balón | 35%             | 65%              |

#### Perú vs. Canadá
| Jornada 2; 25 de junio | Perú | 0:1 (0:0) | Canadá    | Children's Mercy Park, Kansas City (Kansas)                              |                                                                          |
| 17:00 (UTC-5)          |      | Reporte   | David 74' | Asistencia: 15 625 espectadores Árbitro(s): Mario Escobar VAR: Juan Soto | Asistencia: 15 625 espectadores Árbitro(s): Mario Escobar VAR: Juan Soto |

| 1          | Guardameta     | Pedro Gallese     |     |
| 15         | Defensa        | Miguel Araujo     |     |
| 5          | Defensa        | Carlos Zambrano   | 79' |
| 22         | Defensa        | Alexander Callens |     |
| 7          | Centrocampista | Andy Polo         |     |
| 8          | Centrocampista | Sergio Peña       | 79' |
| 16         | Centrocampista | Wilder Cartagena  |     |
| 23         | Centrocampista | Piero Quispe      | 62' |
| 6          | Centrocampista | Marcos López      |     |
| 14         | Delantero      | Gianluca Lapadula | 70' |
| 20         | Delantero      | Edison Flores     | 62' |
| Entrenador | Entrenador     | Jorge Fossati     |     |

| 16         | Guardameta     | Maxime Crépeau    |     |
| 2          | Defensa        | Alistair Johnston |     |
| 15         | Defensa        | Moïse Bombito     |     |
| 13         | Defensa        | Derek Cornelius   | 46' |
| 22         | Defensa        | Richie Laryea     | 66' |
| 8          | Centrocampista | Ismaël Koné       | 46' |
| 7          | Centrocampista | Stephen Eustáquio |     |
| 23         | Centrocampista | Liam Millar       | 46' |
| 10         | Centrocampista | Jonathan David    |     |
| 19         | Centrocampista | Alphonso Davies   |     |
| 9          | Delantero      | Cyle Larin        | 82' |
| Entrenador | Entrenador     | Jesse Marsch      |     |

| 4  | Defensa        | Anderson Santamaría | 62' |
| 11 | Delantero      | Bryan Reyna         | 62' |
| 9  | Delantero      | Paolo Guerrero      | 70' |
| 10 | Centrocampista | Christian Cueva     | 79' |
| 18 | Delantero      | André Carrillo      | 79' |

| 4  | Defensa        | Kamal Miller      | 46' |
| 21 | Centrocampista | Jonathan Osorio   | 46' |
| 14 | Delantero      | Jacob Shaffelburg | 46' |
| 17 | Delantero      | Tajon Buchanan    | 66' |
| 25 | Delantero      | Tani Oluwaseyi    | 82' |

| Anotado | 74' | Jonathan David | 0–1 |

| Amonestado | 20' | Richie Laryea |

| Expulsado | 59' | Miguel Araujo |

| Árbitro             | Mario Escobar    |
| Árbitros asistentes | Luis Ventura     |
| Árbitros asistentes | Humberto Panjoj  |
| Cuarto árbitro      | Augusto Aragón   |
| Quinto árbitro      | Ricardo Baren    |
| VAR                 | Juan Soto        |
| Adicional VAR       | Gery Vargas      |
| Asesor de árbitros  | Regildenia Moura |
| Quality Mánager     | Gregory Barkey   |

| 1          | Guardameta     | Pedro Gallese     |     |
| 15         | Defensa        | Miguel Araujo     |     |
| 5          | Defensa        | Carlos Zambrano   | 79' |
| 22         | Defensa        | Alexander Callens |     |
| 7          | Centrocampista | Andy Polo         |     |
| 8          | Centrocampista | Sergio Peña       | 79' |
| 16         | Centrocampista | Wilder Cartagena  |     |
| 23         | Centrocampista | Piero Quispe      | 62' |
| 6          | Centrocampista | Marcos López      |     |
| 14         | Delantero      | Gianluca Lapadula | 70' |
| 20         | Delantero      | Edison Flores     | 62' |
| Entrenador | Entrenador     | Jorge Fossati     |     |

| 16         | Guardameta     | Maxime Crépeau    |     |
| 2          | Defensa        | Alistair Johnston |     |
| 15         | Defensa        | Moïse Bombito     |     |
| 13         | Defensa        | Derek Cornelius   | 46' |
| 22         | Defensa        | Richie Laryea     | 66' |
| 8          | Centrocampista | Ismaël Koné       | 46' |
| 7          | Centrocampista | Stephen Eustáquio |     |
| 23         | Centrocampista | Liam Millar       | 46' |
| 10         | Centrocampista | Jonathan David    |     |
| 19         | Centrocampista | Alphonso Davies   |     |
| 9          | Delantero      | Cyle Larin        | 82' |
| Entrenador | Entrenador     | Jesse Marsch      |     |

| 4  | Defensa        | Anderson Santamaría | 62' |
| 11 | Delantero      | Bryan Reyna         | 62' |
| 9  | Delantero      | Paolo Guerrero      | 70' |
| 10 | Centrocampista | Christian Cueva     | 79' |
| 18 | Delantero      | André Carrillo      | 79' |

| 4  | Defensa        | Kamal Miller      | 46' |
| 21 | Centrocampista | Jonathan Osorio   | 46' |
| 14 | Delantero      | Jacob Shaffelburg | 46' |
| 17 | Delantero      | Tajon Buchanan    | 66' |
| 25 | Delantero      | Tani Oluwaseyi    | 82' |

| Anotado | 74' | Jonathan David | 0–1 |

| Amonestado | 20' | Richie Laryea |

| Expulsado | 59' | Miguel Araujo |

| Árbitro             | Mario Escobar    |
| Árbitros asistentes | Luis Ventura     |
| Árbitros asistentes | Humberto Panjoj  |
| Cuarto árbitro      | Augusto Aragón   |
| Quinto árbitro      | Ricardo Baren    |
| VAR                 | Juan Soto        |
| Adicional VAR       | Gery Vargas      |
| Asesor de árbitros  | Regildenia Moura |
| Quality Mánager     | Gregory Barkey   |

| Estadísticas      | Bandera de Perú | Bandera de Canadá |
| Tiros             | 9               | 5                 |
| Tiros a puerta    | 4               | 2                 |
| Faltas            | 17              | 14                |
| Saques de esquina | 2               | 1                 |
| Penaltis          | 0               | 0                 |
| Fueras de juego   | 3               | 1                 |
| Posesión de balón | 49%             | 51%               |

#### Argentina vs. Perú
| Jornada 3; 29 de junio | Argentina             | 2:0 (0:0) | Perú | Hard Rock Stadium, Miami Gardens                                               |                                                                                |
| 20:00 (UTC-4)          | La. Martínez 47', 86' | Reporte   |      | Asistencia: 64 972 espectadores Árbitro(s): César Ramos VAR: Guillermo Pacheco | Asistencia: 64 972 espectadores Árbitro(s): César Ramos VAR: Guillermo Pacheco |

| 23         | Guardameta     | Emiliano Martínez  |     |
| 4          | Defensa        | Gonzalo Montiel    |     |
| 6          | Defensa        | Germán Pezzella    | 83' |
| 19         | Defensa        | Nicolás Otamendi   |     |
| 3          | Defensa        | Nicolás Tagliafico |     |
| 16         | Centrocampista | Giovani Lo Celso   | 66' |
| 5          | Centrocampista | Leandro Paredes    | 77' |
| 14         | Centrocampista | Exequiel Palacios  |     |
| 11         | Delantero      | Ángel Di María     | 77' |
| 22         | Delantero      | Lautaro Martínez   |     |
| 17         | Delantero      | Alejandro Garnacho | 66' |
| Entrenador | Entrenador     | Lionel Scaloni     |     |

| 1          | Guardameta     | Pedro Gallese     |     |
| 3          | Defensa        | Aldo Corzo        |     |
| 5          | Defensa        | Carlos Zambrano   |     |
| 22         | Defensa        | Alexander Callens |     |
| 19         | Centrocampista | Oliver Sonne      |     |
| 16         | Centrocampista | Wilder Cartagena  | 46' |
| 8          | Centrocampista | Sergio Peña       |     |
| 6          | Centrocampista | Marcos López      | 77' |
| 20         | Centrocampista | Edison Flores     | 56' |
| 11         | Centrocampista | Bryan Reyna       | 63' |
| 9          | Delantero      | Paolo Guerrero    | 56' |
| Entrenador | Entrenador     | Jorge Fossati     |     |

| 15 | Delantero      | Nicolás González      | 66' |
| 24 | Centrocampista | Enzo Fernández        | 66' |
| 18 | Centrocampista | Guido Rodríguez       | 77' |
| 21 | Centrocampista | Valentín Carboni      | 77' |
| 2  | Defensa        | Lucas Martínez Quarta | 83' |

| 13 | Centrocampista | Jesús Castillo    | 46' |
| 14 | Delantero      | Gianluca Lapadula | 56' |
| 24 | Delantero      | José Rivera       | 56' |
| 26 | Delantero      | Franco Zanelatto  | 63' |
| 10 | Centrocampista | Christian Cueva   | 77' |

| Anotado | 47' | Lautaro Martínez | 1–0 |
| Anotado | 86' | Lautaro Martínez | 2–0 |

| Amonestado | 67' | Leandro Paredes |

| Amonestado | 28'   | Paolo Guerrero   |
| Amonestado | 36'   | Wilder Cartagena |
| Amonestado | 53'   | Edison Flores    |
| Amonestado | 88'   | Carlos Zambrano  |
| Amonestado | 90+4' | Sergio Peña      |

| Árbitro             | César Ramos       |
| Árbitros asistentes | Alberto Morín     |
| Árbitros asistentes | Marco Bisguerra   |
| Cuarto árbitro      | Alexis Herrera    |
| Quinto árbitro      | Lubín Torrealba   |
| VAR                 | Guillermo Pacheco |
| Adicional VAR       | Erick Miranda     |
| Asesor de árbitros  | Regildenia Moura  |
| Quality Mánager     | Wilson Lamouroux  |

| 23         | Guardameta     | Emiliano Martínez  |     |
| 4          | Defensa        | Gonzalo Montiel    |     |
| 6          | Defensa        | Germán Pezzella    | 83' |
| 19         | Defensa        | Nicolás Otamendi   |     |
| 3          | Defensa        | Nicolás Tagliafico |     |
| 16         | Centrocampista | Giovani Lo Celso   | 66' |
| 5          | Centrocampista | Leandro Paredes    | 77' |
| 14         | Centrocampista | Exequiel Palacios  |     |
| 11         | Delantero      | Ángel Di María     | 77' |
| 22         | Delantero      | Lautaro Martínez   |     |
| 17         | Delantero      | Alejandro Garnacho | 66' |
| Entrenador | Entrenador     | Lionel Scaloni     |     |

| 1          | Guardameta     | Pedro Gallese     |     |
| 3          | Defensa        | Aldo Corzo        |     |
| 5          | Defensa        | Carlos Zambrano   |     |
| 22         | Defensa        | Alexander Callens |     |
| 19         | Centrocampista | Oliver Sonne      |     |
| 16         | Centrocampista | Wilder Cartagena  | 46' |
| 8          | Centrocampista | Sergio Peña       |     |
| 6          | Centrocampista | Marcos López      | 77' |
| 20         | Centrocampista | Edison Flores     | 56' |
| 11         | Centrocampista | Bryan Reyna       | 63' |
| 9          | Delantero      | Paolo Guerrero    | 56' |
| Entrenador | Entrenador     | Jorge Fossati     |     |

| 15 | Delantero      | Nicolás González      | 66' |
| 24 | Centrocampista | Enzo Fernández        | 66' |
| 18 | Centrocampista | Guido Rodríguez       | 77' |
| 21 | Centrocampista | Valentín Carboni      | 77' |
| 2  | Defensa        | Lucas Martínez Quarta | 83' |

| 13 | Centrocampista | Jesús Castillo    | 46' |
| 14 | Delantero      | Gianluca Lapadula | 56' |
| 24 | Delantero      | José Rivera       | 56' |
| 26 | Delantero      | Franco Zanelatto  | 63' |
| 10 | Centrocampista | Christian Cueva   | 77' |

| Anotado | 47' | Lautaro Martínez | 1–0 |
| Anotado | 86' | Lautaro Martínez | 2–0 |

| Amonestado | 67' | Leandro Paredes |

| Amonestado | 28'   | Paolo Guerrero   |
| Amonestado | 36'   | Wilder Cartagena |
| Amonestado | 53'   | Edison Flores    |
| Amonestado | 88'   | Carlos Zambrano  |
| Amonestado | 90+4' | Sergio Peña      |

| Árbitro             | César Ramos       |
| Árbitros asistentes | Alberto Morín     |
| Árbitros asistentes | Marco Bisguerra   |
| Cuarto árbitro      | Alexis Herrera    |
| Quinto árbitro      | Lubín Torrealba   |
| VAR                 | Guillermo Pacheco |
| Adicional VAR       | Erick Miranda     |
| Asesor de árbitros  | Regildenia Moura  |
| Quality Mánager     | Wilson Lamouroux  |

| Estadísticas      | Bandera de Argentina | Bandera de Perú |
| Tiros             | 12                   | 6               |
| Tiros a puerta    | 6                    | 1               |
| Faltas            | 11                   | 20              |
| Saques de esquina | 6                    | 3               |
| Penaltis          | 1                    | 0               |
| Fueras de juego   | 3                    | 1               |
| Posesión de balón | 74%                  | 26%             |

## Estadísticas

### Participación de jugadores
| N.° | Pos        | Jugador       | PJ | Minutos jugados | Goles recibidos | Atajos | Tarjetas amarillas | Doble tarjeta amarilla y roja | Tarjetas rojas |
| --- | ---------- | ------------- | -- | --------------- | --------------- | ------ | ------------------ | ----------------------------- | -------------- |
| 1   | Guardameta | Pedro Gallese | 3  | 270             | 3               | 6      | 0                  | 0                             | 0              |
| 12  | Guardameta | Carlos Cáceda | 0  | 0               | 0               | 0      | 0                  | 0                             | 0              |
| 21  | Guardameta | Diego Romero  | 0  | 0               | 0               | 0      | 0                  | 0                             | 0              |

| N.° | Pos            | Jugador             | PJ | Minutos jugados | Goles | Asistencias | Tarjetas Amarillas | Doble tarjeta amarilla y roja | Tarjetas rojas |
| --- | -------------- | ------------------- | -- | --------------- | ----- | ----------- | ------------------ | ----------------------------- | -------------- |
| 2   | Defensa        | Luis Abram          | 1  | 6               | 0     | 0           | 0                  | 0                             | 0              |
| 3   | Defensa        | Aldo Corzo          | 1  | 90              | 0     | 0           | 0                  | 0                             | 0              |
| 4   | Defensa        | Anderson Santamaría | 1  | 28              | 0     | 0           | 0                  | 0                             | 0              |
| 5   | Defensa        | Carlos Zambrano     | 3  | 259             | 0     | 0           | 2                  | 0                             | 0              |
| 6   | Defensa        | Marcos López        | 3  | 222             | 0     | 0           | 0                  | 0                             | 0              |
| 7   | Delantero      | Andy Polo           | 2  | 174             | 0     | 0           | 0                  | 0                             | 0              |
| 8   | Centrocampista | Sergio Peña         | 3  | 259             | 0     | 0           | 1                  | 0                             | 0              |
| 9   | Delantero      | Paolo Guerrero      | 3  | 95              | 0     | 0           | 1                  | 0                             | 0              |
| 10  | Centrocampista | Christian Cueva     | 2  | 24              | 0     | 0           | 0                  | 0                             | 0              |
| 11  | Delantero      | Bryan Reyna         | 2  | 91              | 0     | 0           | 0                  | 0                             | 0              |
| 13  | Centrocampista | Jesús Castillo      | 1  | 46              | 0     | 0           | 0                  | 0                             | 0              |
| 14  | Delantero      | Gianluca Lapadula   | 3  | 194             | 0     | 0           | 0                  | 0                             | 0              |
| 15  | Defensa        | Miguel Araujo       | 2  | 149             | 0     | 0           | 0                  | 0                             | 1              |
| 17  | Defensa        | Luis Advíncula      | 1  | 35              | 0     | 0           | 0                  | 0                             | 0              |
| 16  | Centrocampista | Wilder Cartagena    | 3  | 226             | 0     | 0           | 1                  | 0                             | 0              |
| 18  | Delantero      | André Carrillo      | 1  | 11              | 0     | 0           | 0                  | 0                             | 0              |
| 19  | Defensa        | Oliver Sonne        | 2  | 96              | 0     | 0           | 0                  | 0                             | 0              |
| 20  | Delantero      | Edison Flores       | 3  | 189             | 0     | 0           | 1                  | 0                             | 0              |
| 22  | Defensa        | Alexander Callens   | 3  | 264             | 0     | 0           | 0                  | 0                             | 0              |
| 23  | Centrocampista | Piero Quispe        | 2  | 133             | 0     | 0           | 0                  | 0                             | 0              |
| 24  | Delantero      | José Rivera         | 1  | 34              | 0     | 0           | 0                  | 0                             | 0              |
| 25  | Delantero      | Joao Grimaldo       | 1  | 19              | 0     | 0           | 0                  | 0                             | 0              |
| 26  | Delantero      | Franco Zanelatto    | 1  | 27              | 0     | 0           | 0                  | 0                             | 0              |

### Goleadores
| N.°       | Jugador | Anotado | PJ | Prom. | Jugada | Cabeza | TL | Penal |
| --------- | ------- | ------- | -- | ----- | ------ | ------ | -- | ----- |
| Sin goles |         |         |    |       |        |        |    |       |
| Total     | Total   | 0       | 0  | 0     | 0      | 0      | 0  | 0     |

### Asistencias
| N.°             | Jugador | Asistencia | Jugada | Cabeza | TL | SdE |
| --------------- | ------- | ---------- | ------ | ------ | -- | --- |
| Sin asistencias |         |            |        |        |    |     |
| Total           | Total   | 0          | 0      | 0      | 0  | 0   |

### Sanciones disciplinarias
| N.°   | Jugador          | Amonestado | Otorgado · Expulsado | Expulsado | Sanción                               |
| ----- | ---------------- | ---------- | -------------------- | --------- | ------------------------------------- |
| 1     | Miguel Araujo    | 0          | 0                    | 1         | Un partido (Fase de grupos - Fecha 3) |
| 2     | Carlos Zambrano  | 2          | 0                    | 0         |                                       |
| 3     | Wilder Cartagena | 1          | 0                    | 0         |                                       |
| 3     | Sergio Peña      | 1          | 0                    | 0         |                                       |
| 3     | Edison Flores    | 1          | 0                    | 0         |                                       |
| 3     | Paolo Guerrero   | 1          | 0                    | 0         |                                       |
| Total | Total            | 6          | 0                    | 1         |                                       |